# Poke (Pacajes)
Poke ist eine Streusiedlung im Departamento La Paz im Hochland des südamerikanischen Andenstaates Bolivien.

## Lage im Nahraum
Poke ist der drittgrößte Ort des Municipio Waldo Ballivián in der Provinz Pacajes. Das Zentrum der Ortschaft liegt auf einer Höhe von 4039 m auf einem 20 Kilometer breiten nord-südlich verlaufenden ebenen Abschnitt des bolivianischen Altiplano. Östlich der Ortschaft in einer Entfernung von 25 Kilometern erheben sich die Vorgebirgsketten der Serranía de Sicasica, die hier bis auf knapp 5000 m ansteigt.

## Geographie
Poke liegt auf dem bolivianischen Altiplano zwischen den Anden-Gebirgsketten der Cordillera Occidental im Westen und der Cordillera Central im Osten. Die Region weist ein ausgeprägtes Tageszeitenklima auf, bei dem die mittleren Temperaturschwankungen im Tagesverlauf deutlicher ausfallen als im Jahresverlauf.
Die Jahresdurchschnittstemperatur der Region liegt bei 10 °C (siehe Klimadiagramm Colquencha), die Monatsdurchschnittstemperaturen schwanken nur unwesentlich zwischen 7 °C im Juni/Juli und knapp 12 °C im November. Der Jahresniederschlag beträgt etwa 500 mm, die Monatsniederschläge liegen zwischen unter 10 mm in der Trockenzeit von Mai bis August und 125 mm im Januar.

## Verkehrsnetz
Poke liegt in einer Entfernung von 82 Straßenkilometern südlich von La Paz, der Hauptstadt des gleichnamigen Departamentos.
Von La Paz aus führt die asphaltierte Nationalstraße Ruta 2 in westlicher Richtung nach El Alto, von dort aus führt die Ruta 1 über 47 Kilometer nach Süden bis Calamarca und weiter über Patacamaya nach Caracollo, wo die Ruta 1 weiter nach Oruro im Süden führt und die Ruta 4 ins östlich gelegene Cochabamba abzweigt. Von Calmarca aus zweigt eine unbefestigte Landstraße in südwestlicher Richtung ab und erreicht nach 20 Kilometern Tumarapi. Von dort aus führt eine unbefestigte Landstraße aus Tumarapi hinaus in nordwestliche Richtung zu dem zwei Kilometer entfernten Poke.

## Bevölkerung
Die Einwohnerzahl der Ortschaft ist in dem Jahrzehnt zwischen den beiden letzten Volkszählungen um mehr als zwei Drittel angestiegen:
| Jahr | Einwohner         | Quelle       |
| ---- | ----------------- | ------------ |
| 1992 | keine Detaildaten | Volkszählung |
| 2001 | 457               | Volkszählung |
| 2012 | 831               | Volkszählung |
| 2024 |                   | Volkszählung |

Die Region weist einen hohen Anteil an Aymara-Bevölkerung auf, im Municipio Ballivián sprechen 95,9 Prozent der Bevölkerung Aymara.